# 2012-es Európa-liga-döntő
A 2012-es Európa-liga-döntő az Európa-liga története során a harmadik, az elődjét, az UEFA-kupa-döntőket is figyelembe véve pedig a 41. döntő volt. A mérkőzést a bukaresti Nemzeti Stadionban játszották 2012. május 9-én. A találkozót az Atlético de Madrid nyerte 3–0-ra.
A helyszínről az Európai Labdarúgó-szövetség 2009. január 29-én döntött. Ez lesz az első európai kupadöntő, amelyet Romániában rendeznek.
A mérkőzés győztese részt vesz a 2012-es UEFA-szuperkupa döntőjében, ahol az ellenfél a 2011–2012-es UEFA-bajnokok ligája győztese lesz.

## Út a döntőig
| Csapat             | M | Gy | D | V | G+ | G– | Gk | P  |
| ------------------ | - | -- | - | - | -- | -- | -- | -- |
| Atlético de Madrid | 6 | 4  | 1 | 1 | 11 | 5  | +6 | 13 |
| Udinese Calcio     | 6 | 2  | 3 | 1 | 6  | 7  | –1 | 9  |
| Celtic             | 6 | 1  | 3 | 2 | 6  | 7  | –1 | 6  |
| Stade Rennais      | 6 | 0  | 3 | 3 | 5  | 10 | –5 | 3  |

| Csapat              | M | Gy | D | V | G+ | G– | Gk | P  |
| ------------------- | - | -- | - | - | -- | -- | -- | -- |
| Athletic Bilbao     | 6 | 4  | 1 | 1 | 11 | 8  | +3 | 13 |
| Red Bull Salzburg   | 6 | 3  | 1 | 2 | 11 | 8  | +3 | 10 |
| Paris Saint-Germain | 6 | 3  | 1 | 2 | 8  | 7  | +1 | 10 |
| Slovan Bratislava   | 6 | 0  | 1 | 5 | 4  | 11 | –7 | 1  |

## A mérkőzés
| 2012. május 9. 21:45 (UTC+3) (20:45) |

| Atlético de Madrid      | 3–0         | Athletic Bilbao |
| ----------------------- | ----------- | --------------- |
| Falcao 7' 34' Diego 85' | Jegyzőkönyv |                 |

| Nemzeti Stadion, Bukarest Nézőszám: 52 347 Játékvezető: Wolfgang Stark (német) |

|               |    |                       |     |       |
|               |    |                       |     |       |
| GK            | 13 | Thibaut Courtois      |     |       |
| RB            | 20 | Juanfran              |     |       |
| CB            | 2  | Diego Godín           |     |       |
| CB            | 23 | Miranda               |     |       |
| LB            | 6  | Filipe Luís           |     |       |
| DM            | 4  | Mario Suárez          |     |       |
| DM            | 14 | Gabi (csapatkapitány) |     |       |
| RW            | 7  | Adrián Lopez          |     | 88'   |
| AM            | 22 | Diego                 |     | 90'   |
| LW            | 11 | Arda Turan            |     | 90+3' |
| CF            | 9  | Radamel Falcao        | 26' |       |
| Cserék:       |    |                       |     |       |
| GK            | 25 | Sergio Asenjo         |     |       |
| DF            | 3  | Antonio López         |     |       |
| DF            | 18 | Álvaro Domínguez      |     | 90+3' |
| MF            | 12 | Paulo Assunção        |     |       |
| MF            | 19 | Koke                  |     | 90'   |
| MF            | 8  | Eduardo Salvio        |     | 88'   |
| FW            | 41 | Pedro Martín          |     |       |
| Vezetőedző:   |    |                       |     |       |
| Diego Simeone |    |                       |     |       |

|                |    |                                |       |     |
|                |    |                                |       |     |
| GK             | 1  | Gorka Iraizoz                  |       |     |
| RB             | 15 | Andoni Iraola (csapatkapitány) |       |     |
| CB             | 24 | Javi Martínez                  |       |     |
| CB             | 5  | Fernando Amorebieta            | 64'   |     |
| LB             | 3  | Jon Aurtenetxe                 |       | 46' |
| DM             | 8  | Ander Iturraspe                |       | 46' |
| CM             | 21 | Ander Herrera                  | 22'   | 63' |
| CM             | 10 | Óscar de Marcos                |       |     |
| RW             | 14 | Markel Susaeta                 | 90+1' |     |
| AM             | 19 | Iker Muniain                   |       |     |
| CF             | 9  | Fernando Llorente              |       |     |
| Cserék:        |    |                                |       |     |
| GK             | 13 | Raúl                           |       |     |
| DF             | 6  | Mikel San José                 |       |     |
| MF             | 11 | Igor Gabilondo                 |       |     |
| MF             | 17 | Iñigo Pérez                    | 75'   | 46' |
| MF             | 23 | Borja Ekiza                    |       |     |
| FW             | 2  | Gaizka Toquero                 |       | 63' |
| FW             | 28 | Ibai Gómez                     |       | 46' |
| Vezetőedző:    |    |                                |       |     |
| Marcelo Bielsa |    |                                |       |     |

| A mérkőzés játékosa: Radamel Falcao (Atlético de Madrid) |

| Asszisztensek: Jan-Hendrik Salver (német) (oldalvonal) Mike Pickel (német) (oldalvonal) Florian Meyer (német) (gólvonal) Deniz Aytekin (német) (gólvonal) Negyedik játékvezető: Stéphane Lannoy (francia) |

| A 2011–2012-es Európa-liga győztese |
| ----------------------------------- |
| ATLÉTICO MADRID 2. cím              |